# چوکیو (خاندان سووا)
چوکیو (خاندان سووا) (به ژاپنی: 長岌 ちょうきゅう)، تورائومارو (تولد ۱۵۴۲ – مرگ نامشخص) پسر رهبر خاندان سووا سووا یوریشیگه و ننه گوریونین دختر سوم تاکدا نوبوتورا در دوره سنگوکو در ژاپن بود. مادر او خواهر تاکدا شینگن (تولد ۱۵۲۱ میلادی)، تاکدا نوبوشیگه و تاکدا نوبوکادو بود.